# Nowotołuczejewo
Nowotołuczejewo (ros. Новотолучеево) – wieś (sieło) w Rosji, w obwodzie woroneskim, w rejonie worobjowskim. W 2010 liczyła 823 mieszkańców.